# Tomasz Szemberg
Tomasz Szemberg (ur. 1967) – polski matematyk, profesor nauk matematycznych, specjalizujący się w geometrii algebraicznej. Zatrudniony na stanowisku profesora przez Uniwersytet Komisji Edukacji Narodowej w Krakowie, zastępca dyrektora ds. naukowych Instytutu Matematyki (od roku akademickiego 2013/2014), kierownik studiów doktoranckich (od roku akademickiego 2012/2013), kierownik Katedry Geometrii i Równań Różniczkowych (od roku akademickiego 2010/2011), członek Rady Instytutu Matematyki i Rady Wydziału Matematyczno-Fizyczno-Technicznego, redaktor naczelny czasopisma naukowego Annales Universitatis Paedagogicae Cracoviensis Studia Mathematica (od 2007 roku), członek American Mathematical Society.

## Życiorys
W roku 1990 został magistrem matematyki (Uniwersytet Jagielloński), w 1994 – doktorem nauk matematycznych (tytuł pracy: Intersections and Quadrics in P5, Kummer Surfaces and their Moduli; Friedrich-Alexander-Universität Erlangen-Nürnberg), w latach 1995-1999 obok pracy naukowej uczył matematyki w V Liceum Ogólnokształcącym im. Augusta Witkowskiego w Krakowie, a jego uczniem był m.in. Michał Kapustka (w 2022 roku kierownik oddziału Instytutu Matematycznego PAN w Krakowie). W 2002 r. został doktorem habilitowanym w zakresie nauk matematycznych (Friedrich-Alexander-Universität Erlangen-Nürnberg), a w 2014 r. uzyskał tytuł profesora nauk matematycznych.
Jego główne osiągnięcia naukowe, to:
- Charakteryzacja systemów liniowych na rozmaitościach abelowych, warunki na zanurzenia wyższych rzędów powierzchni algebraicznych, oszacowania jedno- i wielopunktowych stałych Seshadriego na szczególnych typach rozmaitości, wyniki oscylujące wokół hipotez Fujity, Harbourne'a-Hirschowitza i Nagaty[2].
- Kontrprzykłady do hipotezy Hunekego o zawieraniu potęg symbolicznych w potęgach zwykłych[2][12].
- Uogólnienia hipotezy Nagaty na podprzestrzenie liniowe i na waluacje dyskretne[2].

W ramach programu Ministerstwa Nauki i Szkolnictwa Wyższego Uniwersytet Młodych Wynalazców, zrealizował nowatorski projekt Konfiguracje prostych i stożkowych we współpracy z VII Liceum Ogólnokształcącym im. Zofii Nałkowskiej w Krakowie oraz Gimnazjum im. Jana Matejki w Zabierzowie.